# Речен кефал
Вижте пояснителната страница за други значения на Клен.
Речният кефал (Leuciscus cephalus), или клен, е сладководна риба от семейство Шаранови и основен представител на едноименния род Речни кефали. Живее в бавни до среднобързи води – в долните и средни течения на реките, напоителни канали, язовири. Ареалът му е много широк и се среща във всички реки в България .
Обект на спортен риболов.

## Описание
Тялото е странично сплеснато, по-вретеновидно при младите индивиди и по-източено с напредване на възрастта. Покрито е с едри люспи, със синьо-зеленикав, тъмнозелен, кафеникаво-зелен, тъмносив до черен гръб, зеленикаво-сребристи или жълто-златисти страни, бял блестящ корем и оранжеви до червеникави перки. Люспите са едри и подредени правилно като паваж. Характерно за речния кефал е, че всяка люспа е обиколена от тъмен синкаво-черен кант, съставен от тъмни точици.
На дължина в зависимост от условията може да достигне до 80 см и тегло до 6 – 7 кг, като обичайните размери са 30 – 40 см и 0,5 – 1,5 кг . Официалният световен рекорд е 3,05 кг и е постигнат в река Рейн, Германия през 2009 година.
Главата има характерно широко чело, а устата е голяма с удебелени устни. Има отлично зрение, с което се доближава до пъстървовите видове.
Кленът е всеядна риба. Любими негови лакомства, които се използват за стръв са скакалецът, както и зрели плодове като слива, грозде, череша, вишна, бубонка, яде и малки рибки, жабки, попово прасе, търтей, пчела, оса, торен червей, земен червей, бял червей (от мърша; продават се в магазините за риболов)

## Начин на живот и поведение
При екземплярите от този вид има специфични периодични придвижвания. В язовирите например кленовете извършват характерни сезонни миграции. Най-типичната от тях е пролетното навлизане в устията на пълнещите водоема реки, когато пасажи от кефали се качват нагоре срещу течението на реката. Това явление е свързано повече с инстинкта за размножаване, отколкото с преследването на плячка, но кленовете са склонни да следват и преместването на пасажите от малки рибки, които през есента напускат плитчините и търсят сигурност в дълбокото. Любими места за едрите кленове са в близост до отвесните, стръмно спускащи се във водата брегове. Те често патрулират покрай тях, дебнейки от дълбините рибета, рачета, малки жабчета и дори мишки. В блатата, мъртвиците и свързаните един с друг гьолове кефалите най-често се навъртат около протоците между различните части на водоема. При всички случаи обаче речният кефал предпочита чакълесто или пясъчно дъно за разлика от своя биологичен родственик мъздругата, която няма нищо против тинестите участъци. Целогодишно активна и доказано всеядна риба, речният кефал е по-скоро типично дневна риба. Общо взето, той усилено търси храна от ранно утро до късно привечер. Като има и изключения – в летните горещини активността му се измества към нощта и ранното утро.